# 学猫叫
《学猫叫》（英文：Learn to Meow）是一首由小潘潘和小峰峰共同制作及演唱的爱情歌曲，在抖音等短视频平台作为一些影片的背景音乐后开始流行传唱。此外，网路上也有其它语言，如日语版的翻唱。

## 创作背景
据原作者小峰峰在《這！就是原創》节目上供述，小峰峰一開始在北京闖蕩音樂的時候非常不順，後來就養了一隻貓叫「湯姆」陪伴自己，之后「湯姆」得了重病，但小峰峰仍然堅持拯救牠，直到牠有好轉一直發出喵喵喵的聲音，于是他便創作了《學貓叫》。小峰峰说，「牠在三個月的時候得了一個貓瘟，醫生說牠是貓瘟可能這兩天就會去世，當時那個氣氛特別壓抑，我覺得牠還是可以再搶救一下，我就堅持救牠了。到了之後的第三天的時候，我看到牠從0.03%幾乎就快沒有了白血球，然後漲到了百分之十幾，等到了牠第七天的時候，開始吃東西吃貓糧的時候，我當時就哭了，因為我覺得不容易。不知道該怎麼寫詞的時候，牠就跳上來一直對視喵喵喵，就叫《貓叫》吧這首歌。後來覺得《貓叫》不太好聽，然後就我們一起學貓叫……這歌就出來了。」

## 评价
《学猫叫》是一首极具代表性的“抖音神曲”。有评论认为，《学猫叫》是一首毫无营养的口水歌，符合旋律简明、节奏强烈、无意义的歌词、重复等网络歌曲的特点。词作人姚谦认为《学猫叫》的流行和二十多年前《健康歌》的流行没有本质区别，这些音乐的流行符合了当下人们的审美水平、思维和价值。
《学猫叫》曾获Billboard Radio China年度十大华语TOP10，排名第10。

## 改编
2021年3月底，广东省深圳市盐田区东和社区桥东社康中心打出了标语“我们一起打疫苗，一起苗苗苗苗苗”，该标语即改编自该曲，以此呼吁民众接种2019冠状病毒病疫苗。有网民更在《学猫叫》的基础上填新词，而填新词后的版本，被网民称为“疫苗接种歌”。对此，东和社区工作人员表示，标语是广告公司挑选的，为了传播的时候朗朗上口一点，呼吁公众接种疫苗，有利于疫情防控。